# Броненосцы типа «Екатерина II»
Броненосцы типа «Екатерина II» — серия барбетных броненосцев Русского императорского флота, состоявшая из четырёх кораблей — «Екатерина II», «Чесма», «Синоп» и «Георгий Победоносец». Первая серия российских эскадренных броненосцев и первые броненосцы, построенные в ходе реализации Двадцатилетней программы «переформирования» флота (1883—1902). Предшественником этой серии был броненосец индивидуального проекта «Пётр Великий».

## Конструкция

### Корпус
Корпус корабля состоял из 7,9 миллиметровых стальных листов, имел 83 шпангоута. Киль корабля имел толщину 12,7 мм. Горизонтальный киль был собран из 22,2 мм и 15,9 мм листов стали. Наружная обшивка имела толщину до 15 мм. Броненосец имел 11 водонепроницаемых переборок, деливших корабль на 11 отсеков:
- 1-таранный,
- 2-шкиперский,
- 3-минный,
- 4-брашпильный,
- 5-помповый,
- 6-передний кочегарный,
- 7-задний кочегарный,
- 8-машинный,
- 9-провизионный,
- 10-рулевой,
- 11-кормовой.

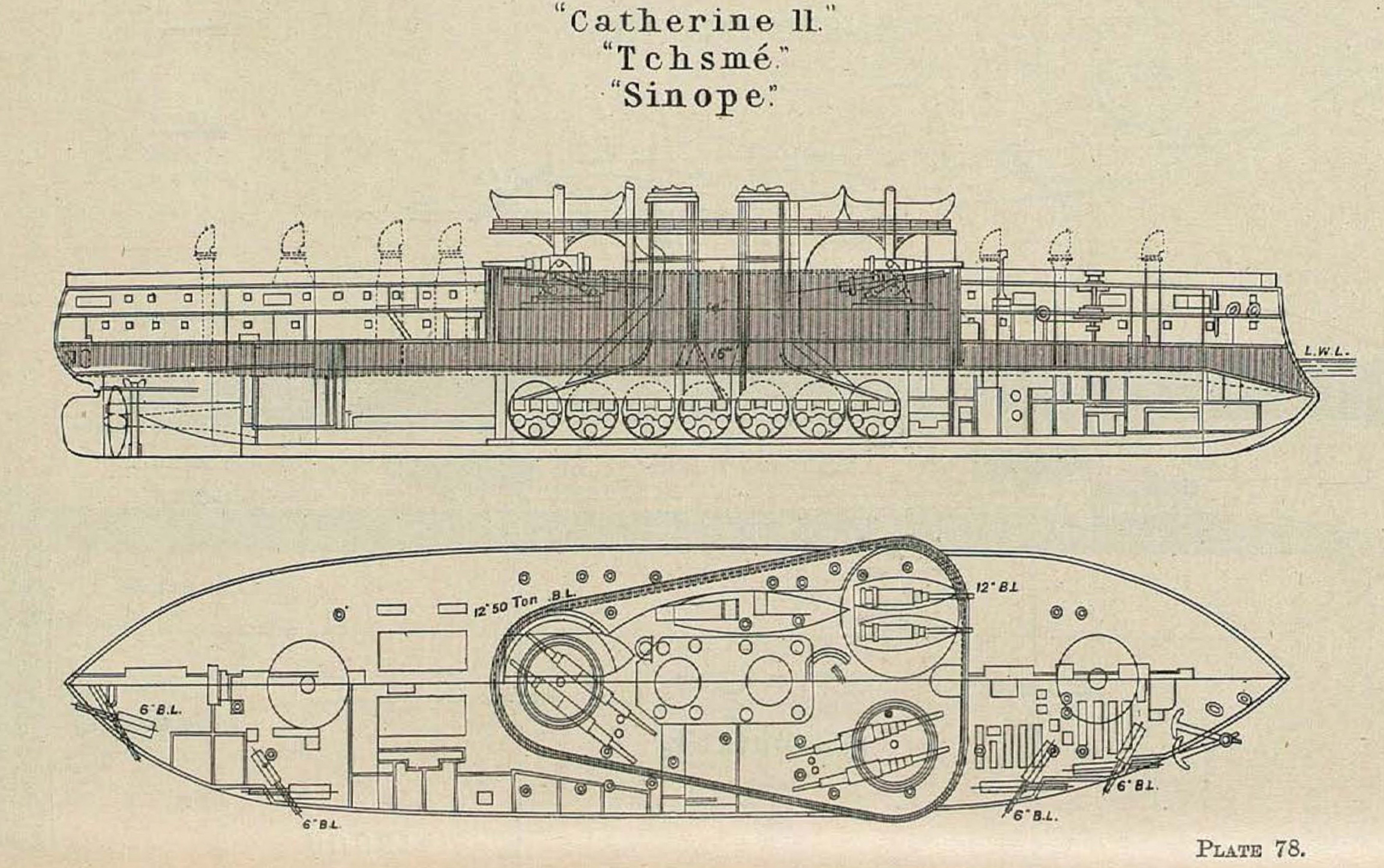
Броненосцы типа «Екатерина II» схема 1896

Корпус корабля имел двойное дно и в общей сложности 145 водонепроницаемых платформ и отсеков.

## Вооружение

### Артиллерийское
Вооружение главного и среднего калибра состояло из 6 305-мм и 7 152-мм орудий. Для борьбы с миноносцами были установлены 47-мм и 37-мм пушки системы Гочкисса. Артиллерийское вооружение было различным на разных кораблях серии.
Главный калибр.
На «Екатерине II» и «Синопе» были установлены 305-мм орудия образца 1877 года с длиной ствола в 30 калибров. На «Чесме» и «Георгии Победоносце» установили более современные и мощные 305-мм орудия образца 1885 года с длиной ствола в 35 калибров. 21 305-мм орудие было изготовлено на Обуховском заводе, 5 (для «Чесмы») заказаны в Германии на заводе Круппа.

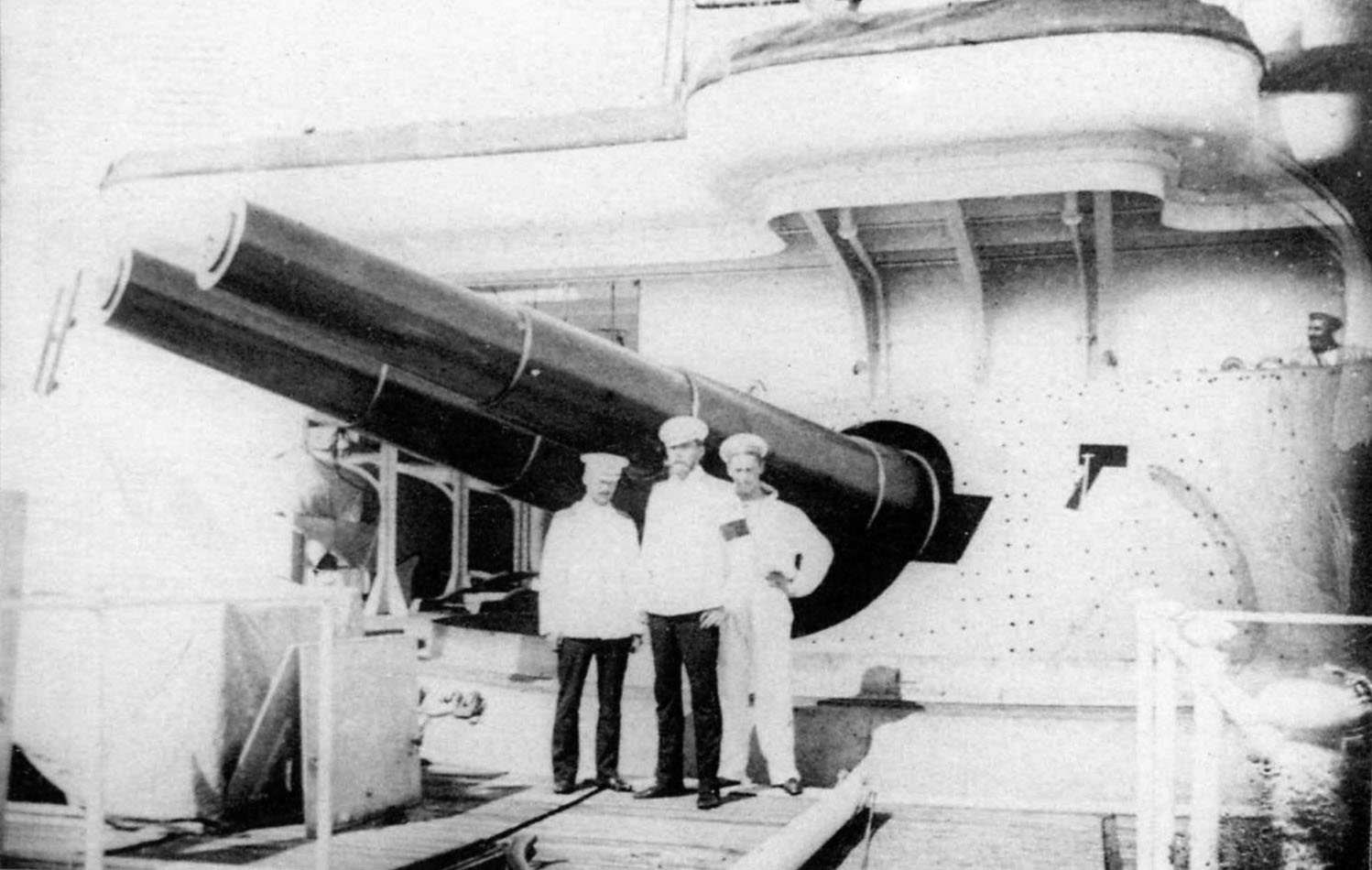
Кормовая установка орудий главного калибра «Георгия Победоносца»

Орудия главного калибра размещались попарно на трёх установках внутри 305-мм грушевидного каземата. Сектор обстрела носовых орудий главного калибра — 155° (125° на свой борт от диаметральной плоскости и 30° на противоположный борт), кормовых орудий — 202° (по 101° на каждый борт). Максимальный угол возвышения орудий — 15°, снижения — 2°.
Орудийные установки главного калибра состояли из вращающегося стола с решетчатым основанием; двух станин с компрессорами, в которых крепились цапфы стволов, основной функцией которых являлось управление стволом по вертикали для наведения на цель и заряжания, и гашение энергии отдачи от выстрела; системы подачи снарядов и зарядов к орудиям; механизмов горизонтального и вертикального наведения. Для вращения стола, наведения орудий и заряжания использовались гидравлические приводы, но была возможность наводить орудия и вручную. Система заряжания состояла из механизма подъёма снарядов и зарядов на линию досылания в камору и гидравлических прибойников. Заряжание ствола было возможно только при строго определённом угле возвышения — 6°.
Барбетные установки орудий главного калибра имели существенные различия в конструкции и размерах. Так, только на «Екатерине II» станки были снижающимися — орудия заряжались, находясь в нижнем положении, и поднимались на высоту 1,2 м над палубой только для выстрела.
Броневая защита установок орудий главного калибра тоже различалась. На «Екатерине II» защита, имевшая толщину 38,1 мм, находилась на уровне верхней палубы и имела проемы, в которые проходили орудия во время их подъёма для выстрела. На «Чесме» и «Синопе» защита в общем одинаковой конструкции различались тем, что на «Чесме» имела вид обтекаемого параллелепипеда с вырезанными в нём амбразурами, а на «Синопе» состояла из плоских броневых листов, набранных в форме усечённого многогранного конуса. И только на «Георгии Победоносце» броневая защита орудий главного калибра имела конструкцию, отчасти напоминавшую башенную — орудия и расчёт были прикрыты сверху наклонной броневой плитой, однако имевшей очень небольшую толщину.
Барбетные установки орудий главного калибра имели различные размеры, что повлияло на размеры защищавших их грушевидных казематов. Будучи почти одинаковыми по длине, они имели существенные различия по ширине. Так, наибольшая ширина казематов носовых установок на «Екатерине II» и «Чесме» была на 2 метра шире корпуса и составляла 23 метра. На «Синопе»  ширина каземата равнялась ширине корабля. А на «Георгии  Победоносце», из-за установки на нём столов меньшего диаметра, ширина казематов составляла только 17,8 метра, то есть на 3,2 метра меньше ширины корабля. Это повлияло на внешний вид кораблей — существенной отличительной чертой «Екатерины II» и «Чесмы» были выступающие за ширину бортов грушевидные казематы орудий главного калибра.
Орудийные станки для «Екатерины II» были заказаны в Англии на заводе Андерсона, для «Синопа» и «Чесмы» установки спроектировал и изготовил Металлический завод, для «Георгия Победоносца» Путиловский завод.
Средний калибр.
Средний калибр состоял из 7 152-мм орудий образца 1884 года. Орудия размещались на станках системы Креля. Все 28 орудий изготовил Обуховский завод, станки — Металлический завод.
Таблица характеристик орудий главного и среднего калибра:
| Тип орудия | стволов | вес орудия, тонн | начальная скорость снаряда, м/с | толщина пробиваемой железной плиты, мм | толщина пробиваемой железной плиты, мм | дальность, каб. | зарядов на ствол | вес снаряда, кг | вес заряда (пироксилин), кг | вес боевого заряда, кг | корабли                       |
| Тип орудия | стволов | вес орудия, тонн | начальная скорость снаряда, м/с | у дула                                 | на расст. 1852 м                       | дальность, каб. | зарядов на ствол | вес снаряда, кг | вес заряда (пироксилин), кг | вес боевого заряда, кг | корабли                       |
| ---------- | ------- | ---------------- | ------------------------------- | -------------------------------------- | -------------------------------------- | --------------- | ---------------- | --------------- | --------------------------- | ---------------------- | ----------------------------- |
| 12"/30     | 3х2     | 51,3             | 570                             | 508                                    | 186                                    | 27,5            | 60               | 331,3           | 17,2                        | 112,4                  | «Екатерина II» «Синоп»        |
| 12"/35     | 3х2     | 56,2             | 637                             | 670                                    | 280                                    | 32,5            | 60               | 331,3           | 17,2                        | 112,4                  | «Чесма» «Георгий Победоносец» |
| 6"/35      | 7х1     | 6,4              | 645                             |                                        |                                        | 32              | 160              | 41,4            |                             |                        | все корабли                   |

Малокалиберное противоминоносное вооружение.
Для борьбы с миноносцами на кораблях были установлены 47-мм и 37-мм орудия системы Гочкисса. На «Екатерине II», «Синопе» и «Чесме» были установлены 8 47-мм пятиствольных скорострельных пушек Гочкисса на батарейной палубе и на марсах были размещены 4 37-мм пятиствольные пушки Гочкисса образца 1873 года. На «Георгии Победоносце» были установлены 8 более современных 47-мм одноствольных пушек системы Гочкисса образца 1885 года (боекомплект на ствол составлял 1080 снарядов) и 10 37-мм одноствольных пушек Гочкисса, которые также были размещены на марсах (боекомплект на ствол — 2700 снарядов).
Также артиллерийское вооружение кораблей включало 2 63,5-мм скорострельные десантные пушки Барановского. При высадке десанта их можно было установить на колеса и доставить на берег на катере.
Общий вес артиллерийского вооружения на «Синопе» составлял 1134,5 тонн, на «Георгии Победоносце» — 1168,3 тонн. Приблизительно столько же весило вооружение и двух других кораблей.

### Торпедное и минное вооружение,
На каждом броненосце было установлено по 7 381-мм торпедных аппаратов. Шесть аппаратов размещались по бортам, по три с борта, и один в корме. Аппараты были установлены «яблочных» шарнирах на нижней (броневой) палубе. Сектор наведения бортовых аппаратов был равен 60°, кормового — 29°. Боезапас составлял 20 торпед образца 1886 года.
Также корабли имели на борту минные катера, оборудованные аппаратами для метательных мин.
Для постановки минных заграждений корабли несли до 65 сферических мин, которые устанавливались с плотика, образованного баркасом и катером.

### Противоторпедная защита
Для защиты от мин броненосцы снабдили противоторпедными сетями, изготовленными как в Англии, так и на Кронштадтском Пароходном заводе. На «Георгии Победоносце» по каждому борту крепилось по 14 шестов, общий комплект сетей состоял из 45 полотнищ размером 7,5×6 м.

## Силовые установки

### Основные двигатели
На кораблях были установлены по две вертикальные трёхцилиндровые паровые (компаунд) машины («Екатерина II» и «Чесма») и машины тройного («Синоп» и «Георгий Победоносец») расширения. Каждая из машин работала на свой гребной винт (по два на каждом корабле).
Запас угля на кораблях составлял 870 тонн, что по проекту должно было позволить обойти все черноморское побережье по маршруту Севастополь-Новороссийск-
Батум-Стамбул-Варна-Одесса-Севастополь, находясь все время в пределах видимости берега (расстояние порядка 1700 морских миль или 3100 км) почти дважды.

### Вспомогаельные силовые установки
Помимо двух главных паровых машин, на кораблях было большое количество вспомогательных (на «Синопе» 44 , на «Георгии Победоносце» 65), их мощность варьировалась от 3 до 72 л. с.

### Движители
На всех кораблях были установлены по 2 четырёхлопастных винта системы Гриффитса с изменяемым шагом. Каждый приводился в движение своей паровой машиной. Диаметров винтов на всех кораблях был различным.

## Прочее

### Электросистема
Электрооборудование относилось к минному вооружению корабля. Электричество на трёх первых броненосцах вырабатывали две динамо-машины Сименса, на «Георгии Победоносце» 3 динамо-машины Грамма-Сименса. Помещения корабля освещались лампами накаливания мощностью в 25 ватт (чуть более 500 штук). Для отражения ночных атак каждый броненосец имел два прожектора Манжена с диаметром отражателя 90 см (на «Георгии Победоносце» имелось 3 75-см прожектора).

### Противопожарная система
Для борьбы с пожарами на кораблях была установлена противопожарная система. На нижней палубе вдоль всего корпуса проходила общая пожарная труба, отдельные пожарные трубы находились в машинном и котельных отделениях. От труб отходили отводы, оканчивающиеся пожарными рожками. Всего было по 24 двойных рожка, к которым можно было присоединить 48 шлангов. Давление в пожарной системе обеспечивали два пожарных насоса, шесть паровых донок (насосов для подачи воды в котлы), шесть помп Даутона, два ручных насоса и одна переносная пожарная машина.

## Строительство
«Екатерина II»
Первый броненосец серии был заложен на верфи Николаевского адмиралтейства 14 (26) июня 1883 года. Через 2 недели в Севастополе на верфи РОПиТ были заложены ещё два однотипных броненосца. Приказом по Морскому ведомству № 110 от 3 (15) октября 1883 года первый броненосец получил имя «Екатерина II». Имена двух других — «Чесма» и «Синоп» — были утверждены 30 сентября (12 ноября) 1883 года.
В конце августа 1883 года глава Морского министерства И. А. Шестаков распорядился МТК рассмотреть изменения конструкции броненосцев — продлить броню на всю длину корпуса (как это тогда было принято на французских броненосцах) и уменьшить количество 305-мм орудий до четырёх, разместив их в башнях, разработанных французской фирмой «Фордж и Шантье» и вместе с тем усилить средний калибр с 6 до 14 152-мм орудий на батарейной палубе. В декабре МТК утвердил удлинение броневого пояса и отказался от изменений в вооружении, сославшись на недостаточность испытаний за рубежом башенных установок этой фирмы. С удлинением броневого пояса водоизмещение броненосцев возрастало до 10145,85 тонн, а осадка на 0,13 метра.
Итого, распределение водоизмещение получилось следующим:
| Корпус с отделкой                     | 3373,33 | 33,3 % |
| Броня                                 | 3101,84 | 30,5 % |
| Машины и котлы с водой                | 1467,20 | 14,5 % |
| Вооружение (артиллерийское и минное)  | 1110,11 | 10,9 % |
| Уголь                                 | 700,0   | 6,9 %  |
| Дельные вещи                          | 160,9   | 1,6 %  |
| Продовольствие и шкиперские запасы    | 115,5   | 1,1 %  |
| Команда с багажом — 60,5 т (0,6 %)    | 60,5    | 0,6 %  |
| Паровые и гребные суда — 32 т (0,3 %) | 32,0    | 0,3 %  |
| Руль с рулевой машиной                | 24,5    | 0,25 % |

К началу 1884 года корпус первого броненосца серии уже имел набор в средней части, доведённой до ватерлинии, а у оконечностей был готов к установке штевней, начиналась обшивка днища. По ходу строительства броненосцев возникали как технические, так и производственные трудности. Сложности строителям создала появившаяся необходимость перемещения каземата с размещёнными внутри него пушками трубами и люками над котлами на три метра в корму для исключения возможного зарывания носом при сильной встречной волне. Задержки возникали по вине поставщиков — Брянского завода, основного поставщика профильной и листовой стали; Путиловского завода, поставлявшего штевни. Тормозили работы постоянно меняющиеся решения МТК по многим вопросам, хронические задержки строительных чертежей.
К середине 1884 года постройка продвинулась настолько, что для «Екатерины II» необходимо было уже заказывать главные и вспомогательные механизмы, орудийные платформы, броневые листы и артиллерию. Российская промышленность, перегруженная заказами, не могла в полной мере обеспечить эти заказы, поэтому броню и орудийные станки пришлось заказать в Англии.
Броню для трёх первых броненосцев серии заказали на заводе Камеля в Шеффилде, который в 1873 году отлично справился с заказом плит для броненосца «Пётр Великий». Получив заказы в конце ноября 1884 года, завод за два года изготовил для кораблей 402 плиты, 137 из них предназначались для «Екатерины II». Два орудийных снижающихся станка для 305-мм орудий «Екатерины II» заказали заводу Андерсона. Обе трёхцилиндровые машины двойного расширения «Екатерины II» делал Балтийский завод.
В марте 1885 года корпус «Екатерины II» набрали до батарейной палубы и установили почти все водонепроницаемые переборки, испытания которых были поручены капитану I ранга С. О. Макарову. Он сделал заключение, что конструкцию броненосцев можно считать непотопляемой для торпед и таранного удара, но водонепроницаемые переборки необходимо испытать на реальной нагрузке. Испытания показали недостаточную прочность переборок, и в декабре 1885 года переборки на всех трёх строящихся броненосцах были усилены Z-образными стойками.
В начале 1886 года начались подготовительные работы к спуску «Екатерины II». Из-за отсутствия опыта спуска больших кораблей в стеснённом бассейне реки (Ингул, на который выходили эллинги Николаевского адмиралтейства), пришлось обратиться к международному опыту. За образец были взяты спусковые устройства  броненосцев «Бенбоу» в Англии и «Формидабль» во Франции, которые были спущены на воду незадолго до этого, в 1885 году. Применительно к местным условиям была разработана задерживающая система, состоявшая из пеньковых тросов, которые проходили через систему блоков, а затем разрывались, погашая инерцию спускаемого корабля.
К спуску «Екатерины II» в Николаеве и «Чесмы» в Севастополе готовились заранее, так как на это событие планировался приезд императора Александра III со всей семьёй и свитой. В начале мая царская семья прибыла в Севастополь. Этот визит нарушил сроки спусков кораблей, и броненосец «Чесма» сошёл на воду ранее, чем «Екатерина II», которая в полной готовности стояла в Николаеве в ожидании высочайших гостей. Перед спуском «Чесмы» флоту огласили императорский приказ:

«Прошло тридцать с лишним лет, как Черноморский флот, совершив славные подвиги, принес себя в жертву на благо России и перенесся духом на памятные холмы Севастополя. Ныне флот этот возникает вновь на радость скорбевшего отечества. Воля и помыслы Мои направлены к мирному развитию народного благоденствия; но обстоятельства могут затруднить исполнение Моих желаний и вынудить Меня на вооруженную защиту Государственного достоинства. Вы будете стоять за него со Мною с преданностью, дивившею современников стойкостью, выказанной по зову Деда Моего вашими предшественниками. На водах, свидетелях их доблестей, вверяю Вам охрану чести и спокойствия России.»
6 (18) мая 1886 года после спуска «Чесмы» императорская семья отправилась в Николаев. Спуск «Екатерины II» осуществили 10 (22) мая 1886 года, однако не всё пошло гладко - корпус сначала легко тронулся и, плавно пройдя около двух третей длины, так же плавно и остановился, носовая часть осталась на стапеле. Как потом выяснили, причиной задержки оказалось течение реки Ингул, оно навалило корпус левым бортом, прижав спусковые полозья к направляющим раскосинам. 10 (22) мая спуск так и не состоялся, но в семь часов утра 11 (23) мая «Екатерина II» без дополнительной помощи сошла на воду благодаря небольшому подъёму уровня воды в Ингуле. Закончился стапельный период постройки корабля, который длился 35,5 месяца.
Ещё полтора года на «Екатерине II» шли работы по достройке корпуса, установке паровых машин, котлов, брони. С мая по октябрь 1887 года на реке Ингул проводились дноуглубительные работы, и в конце 1887 года корабль отбуксировали в Севастополь для вооружения и окончательной отделки. В Севастополе работы продолжались ещё полтора года. 22 мая (3 июня) 1889 год корабль вышел на первые ходовые испытания, где показал хорошие результаты — наибольшую скорость 15,25 узла при развитой мощности 9101 л. с. и 85 оборотах в минуту винта. Средняя скорость составила 14,3 узла.
Испытания артиллерии главного калибра выявили ряд конструктивных недостатков — в первую очередь, из-за недостаточной длины 305-мм орудий и не большого их возвышения над палубой (около 1,2 метра) во время стрельбы пороховые газы оказывали существенное разрушающее воздействие на корпус — появились трещины в некоторых кницах бимсов верхней палубы. Также, при стрельбе главного калибра, при некоторых углах, невозможно было находиться в казематах 47-мм пушек с открытыми ставнями, что исключало возможность отражения атаки миноносцев.
В ходе дальнейшей службы после каждой стрельбы на нос или корму приходилось устранять различные повреждения верхней палубы и мостика. Стрельба же только на траверз сильно ограничивала боевые возможности броненосца. Также большим недостатком являлся крен, появлявшийся при наведении орудий на один борт, особенно критично это было для кораблей с более тяжёлыми стволами длинной в 35 калибров — «Чесмы» и «Георгия Победоносца».
«Чесма» и «Синоп»

## Представители класса
| Название              | Место постройки             | Закладка   | Спуск на воду   | Вступление в строй | Выведен                      | Судьба                                     |
| --------------------- | --------------------------- | ---------- | --------------- | ------------------ | ---------------------------- | ------------------------------------------ |
| «Екатерина II»        | Николаевское адмиралтейство | 14.06.1883 | 10.05.1886      | 1889 год           | 1907 год                     | Разобран на металл в 1914 году в Николаеве |
| «Чесма»               | Верфи РОПиТ Севастополь     | 28.06.1883 | 6.05.1886       | май 1889           | 1907 год                     | Расстрелян как мишень                      |
| «Синоп»               | Верфи РОПиТ Севастополь     | 28.06.1883 | 20.05.1887      | июнь 1889          | с 1910 года учебный корабль  | разобран в 1922 году                       |
| «Георгий Победоносец» | Верфи РОПиТ Севастополь     | июль 1889  | 26 февраля 1892 | сентябрь 1894      | в 1920 году уведён в Бизерту | Разобран на металл                         |